# Lipovec pri Škofji vasi
Lípovec pri Škófji vási je naselje ob vzhodnem delu Celja.